# Starków (województwo lubuskie)
Starków (niem. Storkow) – wieś w Polsce położona w województwie lubuskim, w powiecie słubickim, w gminie Rzepin.
W latach 1975–1998 miejscowość położona była w województwie gorzowskim.
Miejscowość położona jest przy drodze lokalnej Lisów – Starków – Kowalów.

## Zabytki
Do wojewódzkiego rejestru zabytków wpisany jest:
- kościół w ruinie, z XV wieku, XVI wieku, nie istnieje.